# La Chapelle-devant-Bruyères
Pour les articles homonymes, voir La Chapelle.
La Chapelle-devant-Bruyères est une commune française située dans le département des Vosges, en région Grand Est.
Ses habitants sont appelés les Chapellois.

## Géographie

### Situation
La commune est très disséminée. Le centre, avec l'église Sainte-Menne, occupe une colline entre la Vologne et son affluent droit, le Neuné, venu de Corcieux. 

### Géologie et relief
La vallée du B'Heumey, affluent gauche du Neuné, abrite les hameaux Yvoux et Saint-Jacques. Elle est encaissée entre quatre sommets : le Cours (727 m) et Moyennel (768 m) sur sa rive droite, les têtes de Colimont (703 m) et de Bringuet (722 m) sur sa rive gauche. 
Les lieudits Colimont, Devant le Cours, Lanaye se tiennent sur ces pentes. Le hameau de la Rosière est au contraire dans la vallée du Neuné, en aval du centre village.
Étant donné sa superficie, la commune est limitrophe de onze autres :
| Bruyères Belmont-sur-Buttant                                           | Les Poulières Biffontaine   | La Houssière         |
| Laveline-devant-Bruyères Aumontzey (Cne déléguée de Granges-Aumontzey) | La Chapelle-devant-Bruyères | Corcieux             |
| Granges-sur-Vologne (Cne déléguée de Granges-Aumontzey)                | Vienville Barbey-Seroux     | Arrentès-de-Corcieux |

### Hydrographie et les eaux souterraines
Hydrogéologie et climatologie : Système d’information pour la gestion des eaux souterraines du bassin Rhin-Meuse :
Territoire communal : Occupation du sol (Corinne Land Cover); Cours d'eau (BD Carthage),
Géologie : Carte géologique; Coupes géologiques et techniques,
 Hydrogéologie : Masses d'eau souterraine; BD Lisa; Cartes piézométriques.
La commune est située dans le bassin versant du Rhin au sein du bassin Rhin-Meuse. Elle est drainée par le ruisseau le Neune, le ruisseau le Bheumey, le ruisseau de Ivoux et le ruisseau de Les Poulieres,.
Le Neuné, d'une longueur totale de 24,5 km, prend sa source dans la commune de Gerbépal et se jette dans la Vologne en limite de Laveline-devant-Bruyères, Herpelmont, Beauménil et Champ-le-Duc, après avoir traversé sept communes.

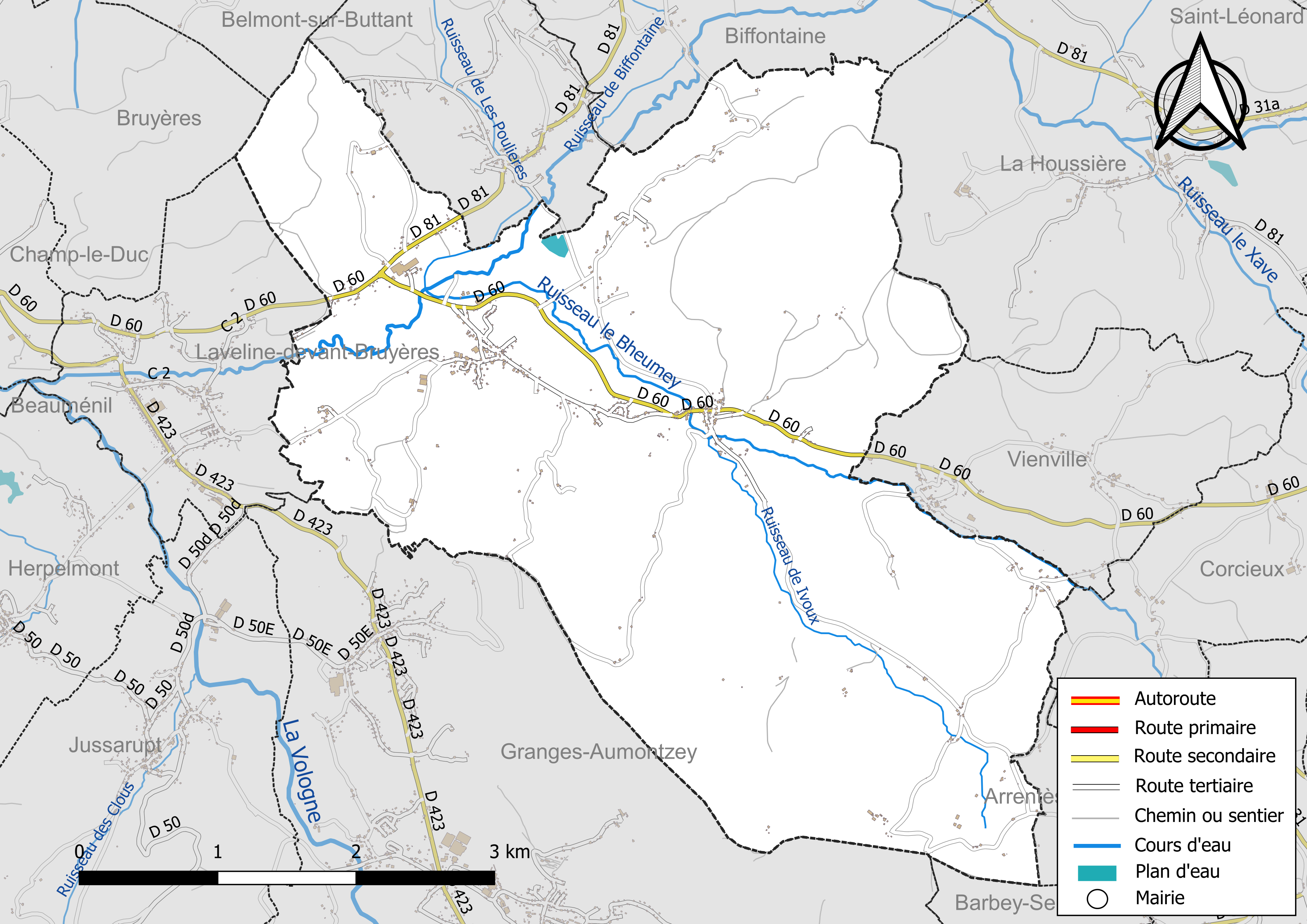
Réseaux hydrographique et routier de la Chapelle-devant-Bruyères.

### Climat
Pour des articles plus généraux, voir Climat du Grand Est et Climat des Vosges.
En 2010, le climat de la commune est de type climat de montagne, selon une étude du Centre national de la recherche scientifique s'appuyant sur une série de données couvrant la période 1971-2000. En 2020, Météo-France publie une typologie des climats de la France métropolitaine dans laquelle la commune est exposée à un climat semi-continental et est dans la région climatique  Vosges, caractérisée par une pluviométrie très élevée (1 500 à 2 000 mm/an) en toutes saisons et un hiver rude (moins de 1 °C). 
Pour la période 1971-2000, la température annuelle moyenne est de 9 °C, avec une amplitude thermique annuelle de 16,9 °C. Le cumul annuel moyen de précipitations est de 1 286 mm, avec 13,8 jours de précipitations en janvier et 11 jours en juillet. Pour la période 1991-2020, la température moyenne annuelle observée sur la station météorologique de Météo-France la plus proche, « Le Roulier_sapc », sur la commune du Roulier à 13 km à vol d'oiseau, est de 10,2 °C et le cumul annuel moyen de précipitations est de 1 000,2 mm. 
La température maximale relevée sur cette station est de 38,1 °C, atteinte le 25 juillet 2019 ; la température minimale est de −18,3 °C, atteinte le 20 décembre 2009,,. 
Les paramètres climatiques de la commune ont été estimés pour le milieu du siècle (2041-2070) selon différents scénarios d'émission de gaz à effet de serre à partir des nouvelles projections climatiques de référence DRIAS-2020. Ils sont consultables sur un site dédié publié par Météo-France en novembre 2022.

## Urbanisme

### Typologie
Au 1er janvier 2024, La Chapelle-devant-Bruyères est catégorisée commune rurale à habitat dispersé, selon la nouvelle grille communale de densité à sept niveaux définie par l'Insee en 2022.
Elle est située hors unité urbaine et hors attraction des villes,.

### Occupation des sols
L'occupation des sols de la commune, telle qu'elle ressort de la base de données européenne d’occupation biophysique des sols Corine Land Cover (CLC), est marquée par l'importance des forêts et milieux semi-naturels (58,5 % en 2018), une proportion sensiblement équivalente à celle de 1990 (58,6 %). La répartition détaillée en 2018 est la suivante : 
forêts (58,5 %), prairies (27,4 %), zones agricoles hétérogènes (7,1 %), terres arables (3,2 %), zones urbanisées (2,5 %), eaux continentales (1,4 %). L'évolution de l’occupation des sols de la commune et de ses infrastructures peut être observée sur les différentes représentations cartographiques du territoire : la carte de Cassini (XVIIIe siècle), la carte d'état-major (1820-1866) et les cartes ou photos aériennes de l'IGN pour la période actuelle (1950 à aujourd'hui).

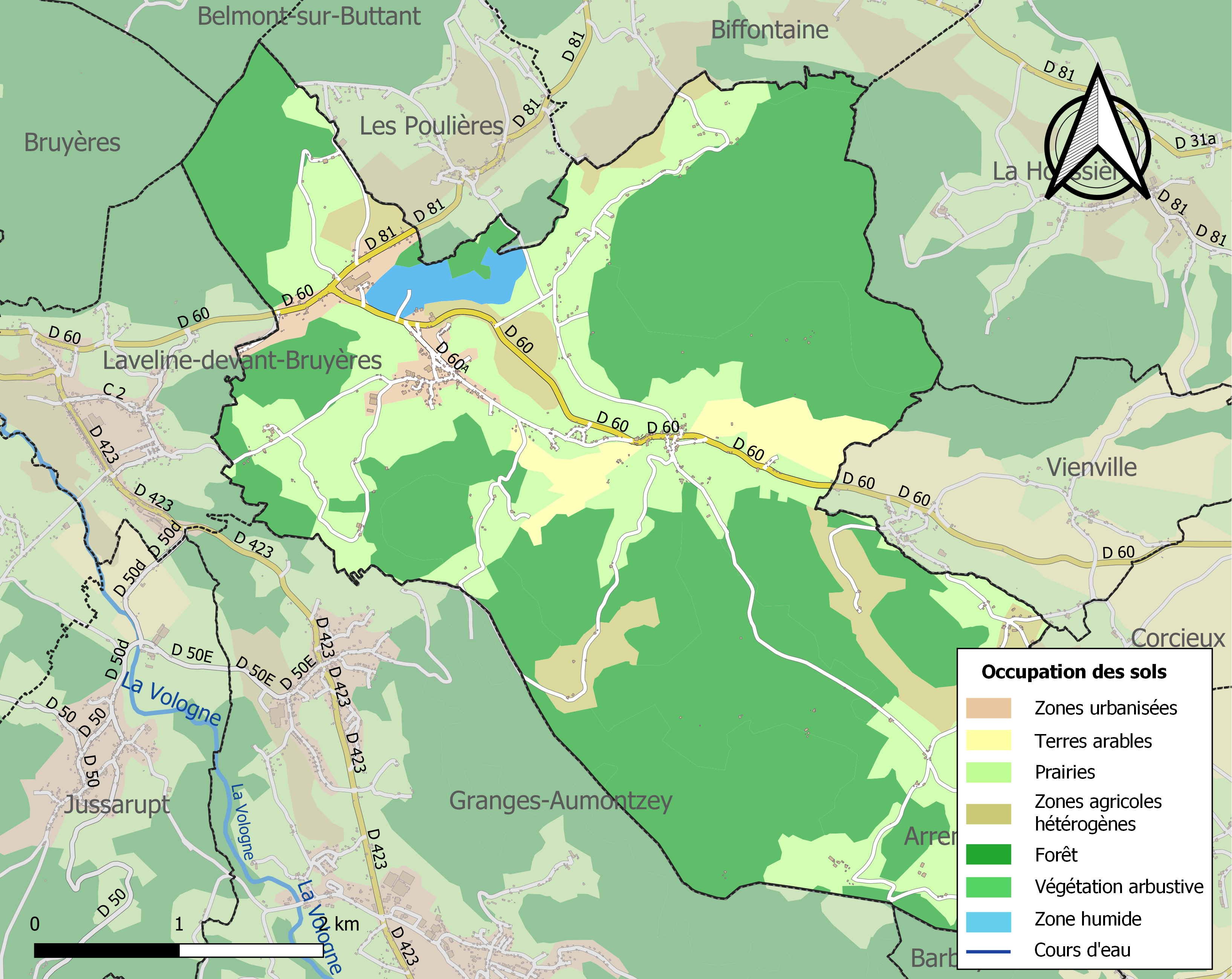
Carte des infrastructures et de l'occupation des sols de la commune en 2018 (CLC).

## Toponymie
Le nom de la localité est attesté sous les formes La Chapelle on Val de Champs (1429) ; La Chappelle (1594) ; La Capelle (1628) ; Juration de la Chapelle (1751) ; La Chapelle-devant Bruyères (1862).

La commune doit son nom à l'édifice religieux qui a précédé l'actuelle église Sainte-Menne, alors que l'église principale, beaucoup plus ancienne, était celle de Saint-Jacques-du-Stat.

## Histoire
Si le plus ancien registre d'état-civil de la commune date 1613, le hameau de Saint-Jacques-du-Stat est bien antérieur. Lors de la reconstruction de l'église Saint-Jacques, en 1878, ont été trouvées des pierres tombales réemployées, datées de 1080, 1207 et 1319.
La Chapelle faisait partie, en 1594, du bailliage de Nancy, prévôté de Saint-Dié, ban de Moyenmoutier. En 1710, la commune appartenait au bailliage de Bruyères. Au spirituel elle était annexe de Champ-le-Duc et possédait deux églises, l’une à La Chapelle, dédiée à sainte Menne, l’autre à Saint-Jacques-du-Stat, dédiée à saint Jacques le Majeur.
Un arrêté départemental du 25 mai 1792 a réuni les communautés des Arrentès d’Yvoux et de La Chapelle en une seule municipalité.
Par arrêté préfectoral du 11 octobre 1862 et par décret du 25 juillet 1961, la commune de La Chapelle a pris le nom de La Chapelle-devant-Bruyères.
La ligne de chemin de fer Épinal-Saint-Dié a atteint la commune en 1874, avant de se poursuivre vers Saint-Dié en 1876. La station est aujourd'hui fermée, l'arrêt le plus proche étant celui de  Laveline-devant-Bruyères.
Le 6 juin 1944, les maquisards de Corcieux et de ses environs (La Chapelle devant Bruyères, La Houssière, Taintrux, Biffontaine...) se lancent à l'attaque de l'occupant : ils sont les seuls des Vosges à répondre à l'appel de la BBC. Quelques centaines d'hommes contre l'armée allemande, le combat inégal se termine par l'exécution des résistants : 70 personnes sont fusillées et 104 déportées. Malgré son échec prévisible, le baroud du maquis de Corcieux et de ses environs aura atteint un but : créer dans les Vosges un abcès de fixation des troupes occupantes durant les premiers jours du débarquement en Normandie.

## Politique et administration
| Période                                  | Période                       | Identité                      | Étiquette | Qualité           |
| ---------------------------------------- | ----------------------------- | ----------------------------- | --------- | ----------------- |
| Les données manquantes sont à compléter. |                               |                               |           |                   |
| An X                                     | 1808                          | Jean-Joseph Bocquel           |           |                   |
| 1808                                     | 1815                          | Jean-Baptiste Gremillet       |           |                   |
| 1815                                     | 1817                          | Jean-Joseph Bocquel           |           |                   |
| 1817                                     | 1820                          | André Jeandel                 |           |                   |
| 1820                                     | 1826                          | Jean-Nicolas Noël             |           |                   |
| 1826                                     | 1834                          | Joseph Gremillet              |           |                   |
| 1834                                     | 1854                          | Jean-Nicolas-Grégoire Georgel |           |                   |
| 1854                                     | 1866                          | Jean-Nicolas Vallance         |           |                   |
| 1866                                     | 1868                          | Jean-Nicolas Thomas           |           |                   |
| 1868                                     | 1892                          | Alexandre Mathieu (1829-1898) |           | Cultivateur       |
| 1892                                     |                               | Jean-Nicolas Thiriet ()       |           | Papetier          |
|                                          |                               |                               |           |                   |
| mars 1971                                | mars 1977                     | Roger Stiker (1933-2015)      |           | Aubergiste        |
| mars 1977                                | juin 1995                     | Maurice Kammerer (1915-2009)  |           | Retraité          |
| mars 2001                                | mars 2008                     | Henri Nau                     |           |                   |
| mars 2008                                | En cours (au 18 février 2015) | Jacques Valance (°1948)       |           | Retraité agricole |

### Budget et fiscalité 2022

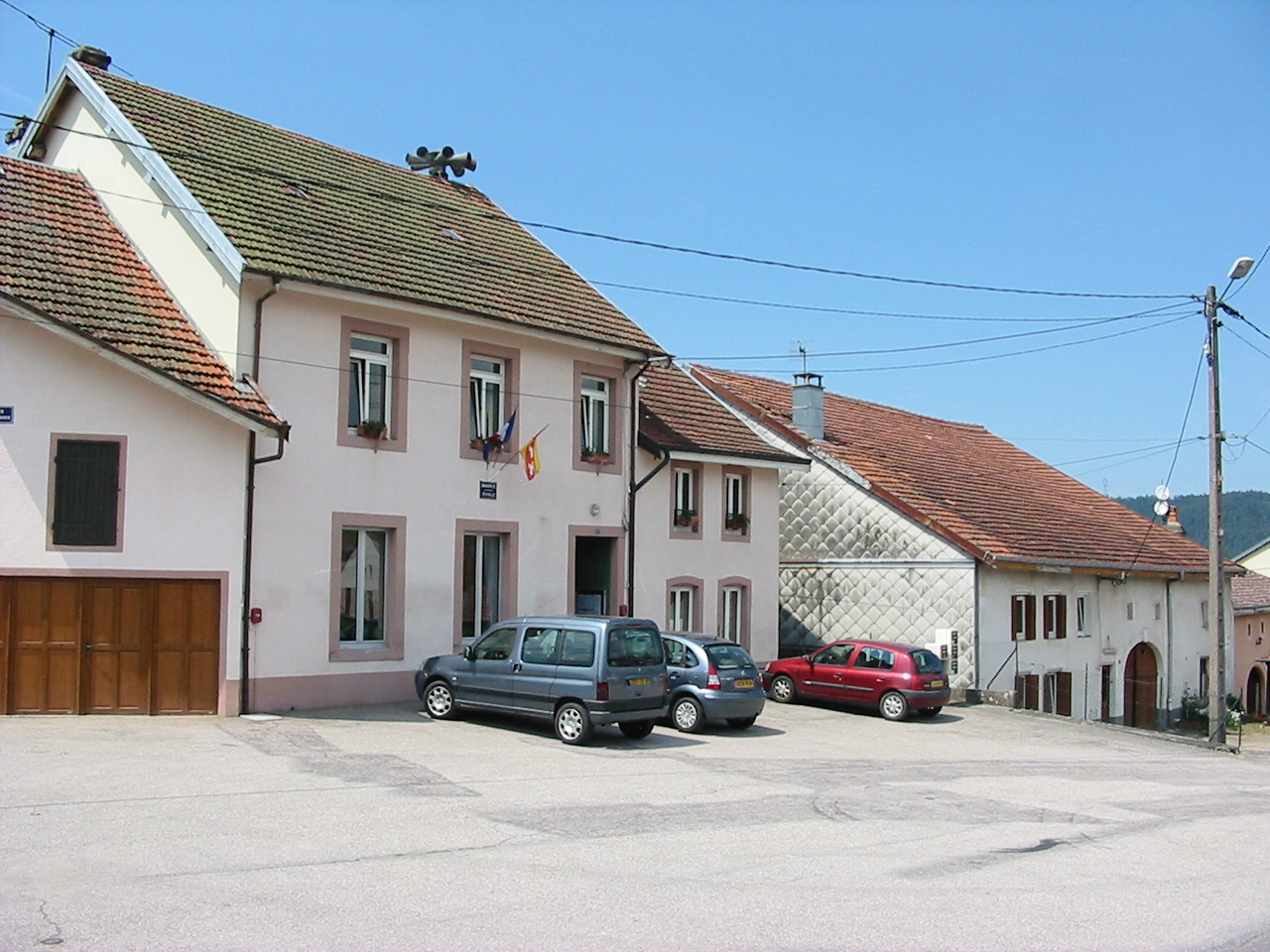
La mairie de La Chapelle.

En 2022, le budget de la commune était constitué ainsi :
- total des produits de fonctionnement : 1 156 000 €, soit 2 007 € par habitant ;
- total des charges de fonctionnement : 361 000 €, soit 628 € par habitant ;
- total des ressources d'investissement : 435 000 €, soit 786 € par habitant ;
- total des emplois d'investissement : 490 000 €, soit 850 € par habitant ;
- endettement : 388 000 €, soit 673 € par habitant.

Avec les taux de fiscalité suivants :
- taxe d'habitation : 19,21 % ;
- taxe foncière sur les propriétés bâties : 35,26 % ;
- taxe foncière sur les propriétés non bâties : 20,20 % ;
- taxe additionnelle à la taxe foncière sur les propriétés non bâties : 0,00 % ;
- cotisation foncière des entreprises : 0,00 %.

Chiffres clés Revenus et pauvreté des ménages en 2021 : médiane en 2021 du revenu disponible, par unité de consommation : 21 300 €.

## Population et société

### Démographie

#### Évolution démographique
L'évolution du nombre d'habitants est connue à travers les recensements de la population effectués dans la commune depuis 1793. Pour les communes de moins de 10 000 habitants, une enquête de recensement portant sur toute la population est réalisée tous les cinq ans, les populations de référence des années intermédiaires étant quant à elles estimées par interpolation ou extrapolation. Pour la commune, le premier recensement exhaustif entrant dans le cadre du nouveau dispositif a été réalisé en 2005.

En 2022, la commune comptait 549 habitants, en évolution de −6,31 % par rapport à 2016 (Vosges : −2,96 %, France hors Mayotte : +2,11 %).
| 1793 | 1800 | 1806 | 1821  | 1831  | 1836  | 1841  | 1846  | 1856  |
| ---- | ---- | ---- | ----- | ----- | ----- | ----- | ----- | ----- |
| 838  | 804  | 976  | 1 081 | 1 115 | 1 249 | 1 282 | 1 332 | 1 286 |

| 1861  | 1866  | 1876  | 1881  | 1886  | 1891  | 1896 | 1901 | 1906 |
| ----- | ----- | ----- | ----- | ----- | ----- | ---- | ---- | ---- |
| 1 244 | 1 191 | 1 162 | 1 110 | 1 055 | 1 023 | 955  | 876  | 887  |

| 1911 | 1921 | 1926 | 1931 | 1936 | 1946 | 1954 | 1962 | 1968 |
| ---- | ---- | ---- | ---- | ---- | ---- | ---- | ---- | ---- |
| 879  | 827  | 812  | 819  | 727  | 661  | 639  | 558  | 506  |

| 1975 | 1982 | 1990 | 1999 | 2005 | 2006 | 2010 | 2015 | 2020 |
| ---- | ---- | ---- | ---- | ---- | ---- | ---- | ---- | ---- |
| 548  | 609  | 633  | 611  | 612  | 623  | 620  | 592  | 555  |

| 2022 | - | - | - | - | - | - | - | - |
| ---- | - | - | - | - | - | - | - | - |
| 549  | - | - | - | - | - | - | - | - |

### Enseignement
Établissements d'enseignements : 
- La commune La Chapelle-devant-Bruyères est rattachée à l'Académie de Nancy-Metz. Les écoles publiques de Biffontaine, Les Poulières et La Chapelle-devant-Bruyères forment un regroupement pédagogique intercommunal (R.P.I.).
- Les collèges les plus proches sont à Corcieux et Bruyères, bourg où se trouve également le lycée Jean Lurçat.

### Santé
Professionnels et établissements de santé :
- Médecins à Bruyères, Anould, Gérardmer, Étival-Clairefontaine[26].
- Pharmacies à Bruyères, Saint-Dié-des-Vosges, Vagney, Épinal[27].
- Centre intercommunal des hôpitaux du Massif des Vosges - St Dié Des Vosges[28].
- Hôpital de Bruyères[29].

### Cultes
- Culte catholique, Paroisse Notre-Dame-du-Pays-de-l'Avison[30], Diocèse de Saint-Dié.

## Économie

### Entreprises et commerces

#### Agriculture
- Élevage de vaches laitières.
- Sylviculture et autres activités forestières.
- Aquaculture en eau douce.
- Élevage d'autres animaux.

#### Tourisme
- Hébergements et restauration à La Chapelle, Granges-sur-Vologne, Herpelmont, Champ-le-Duc, Anould.

#### Commerces
- Commerces et services de proximité.

## Culture locale et patrimoine

### Lieux et monuments

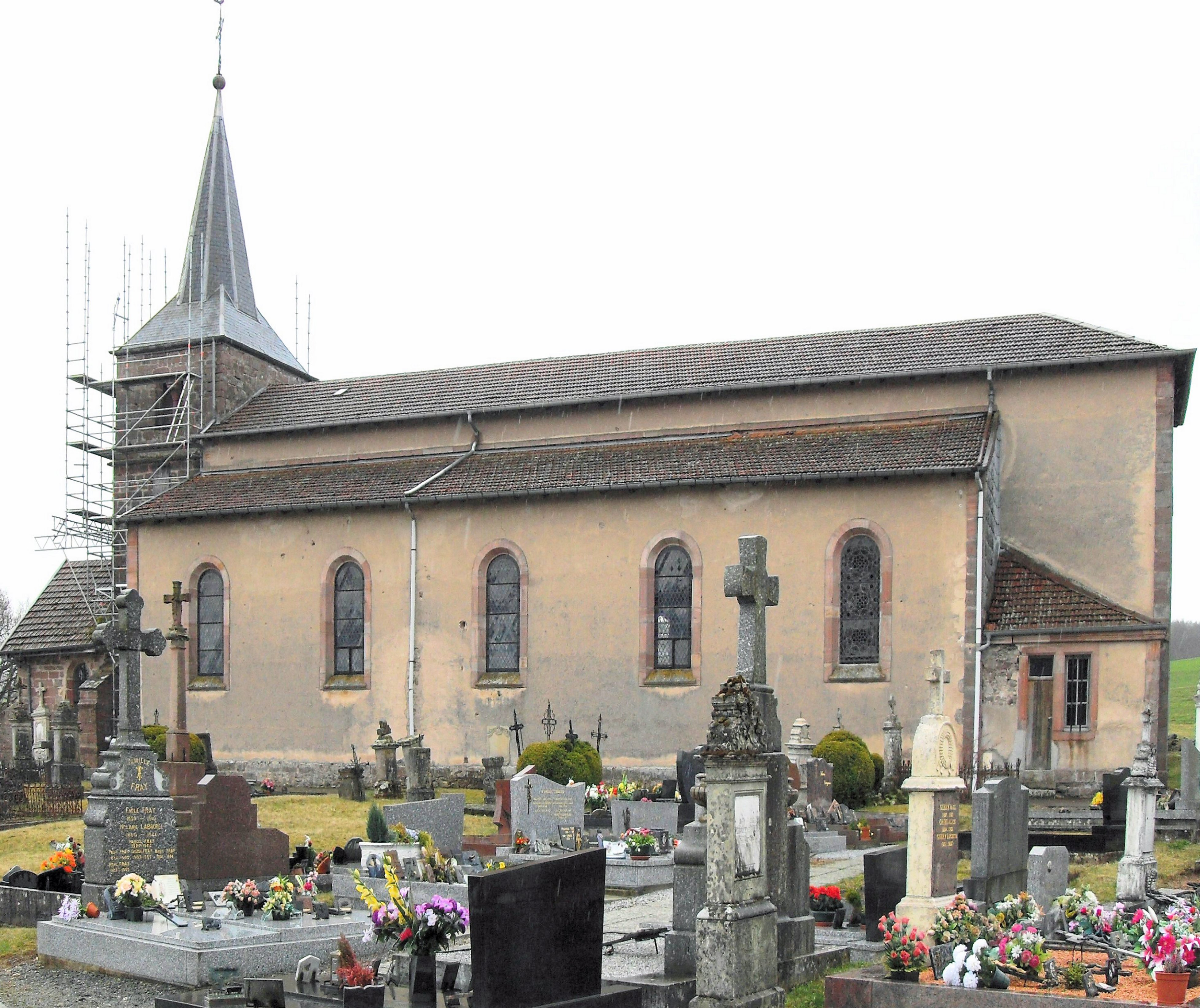
L'église Saint-Jacques, côté nord.
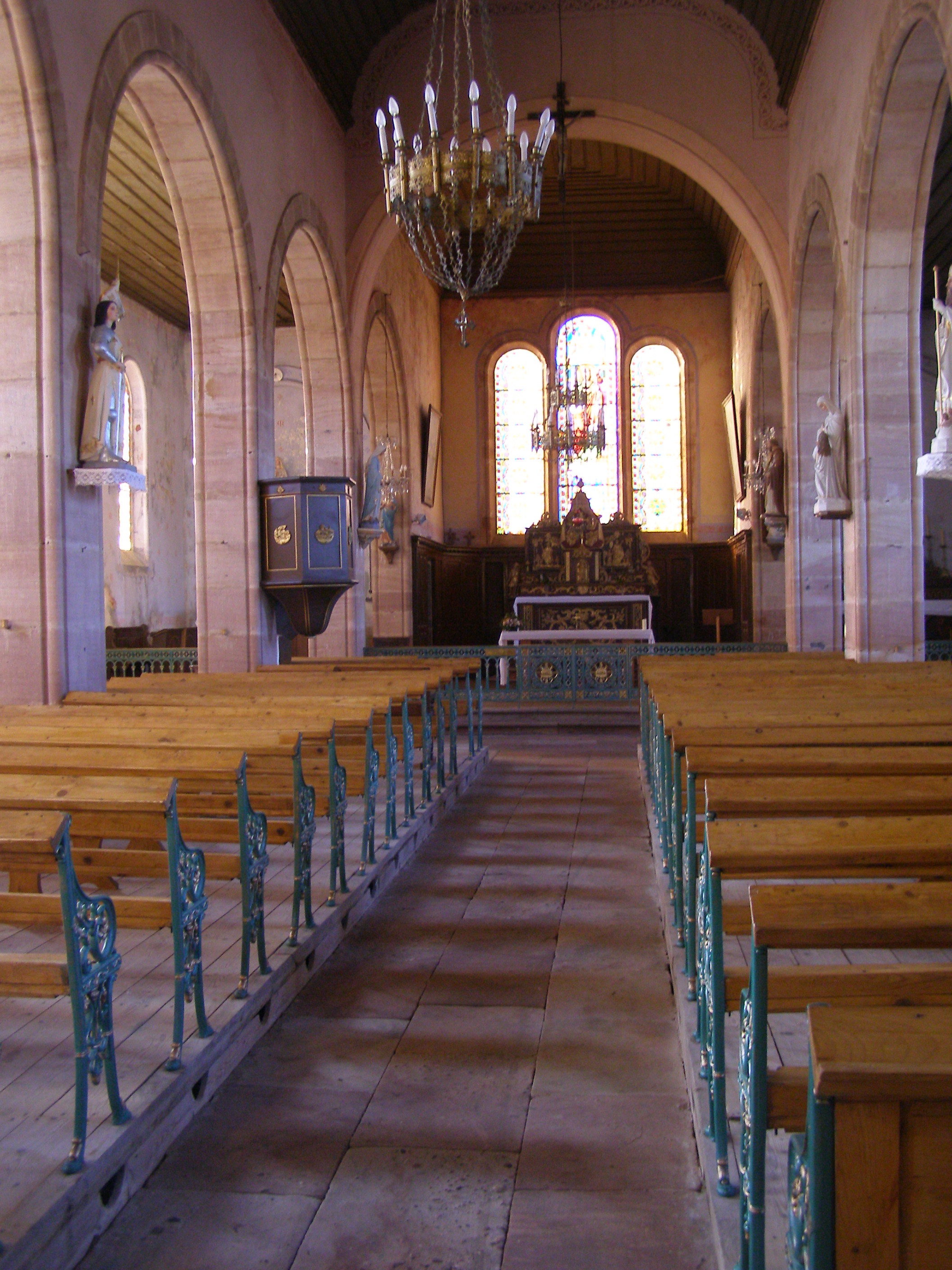
Saint-Jacques-le-Majeur à l'intérieur.
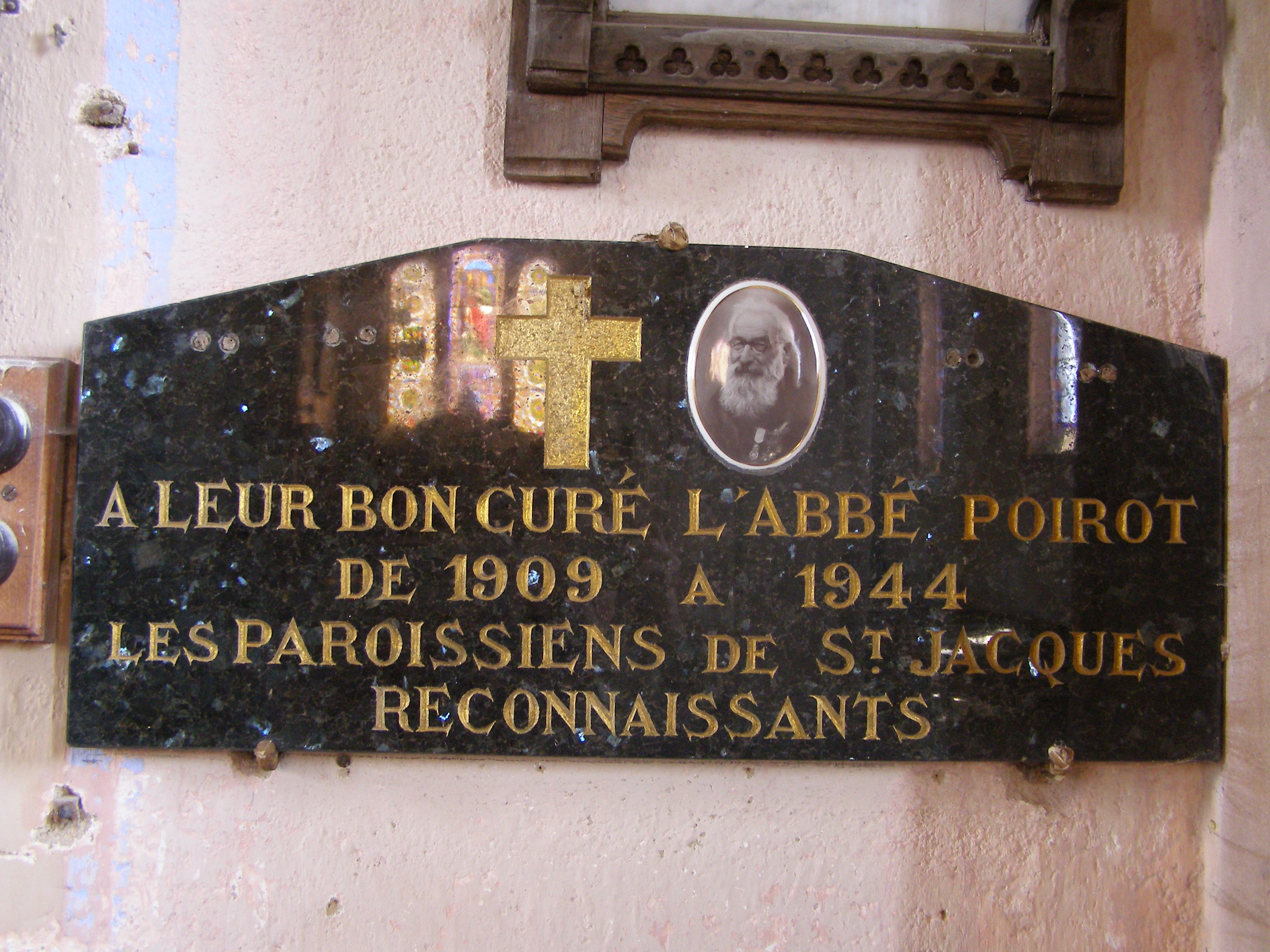
Plaque commémortative à la mémoire de l'abbé Poirot.
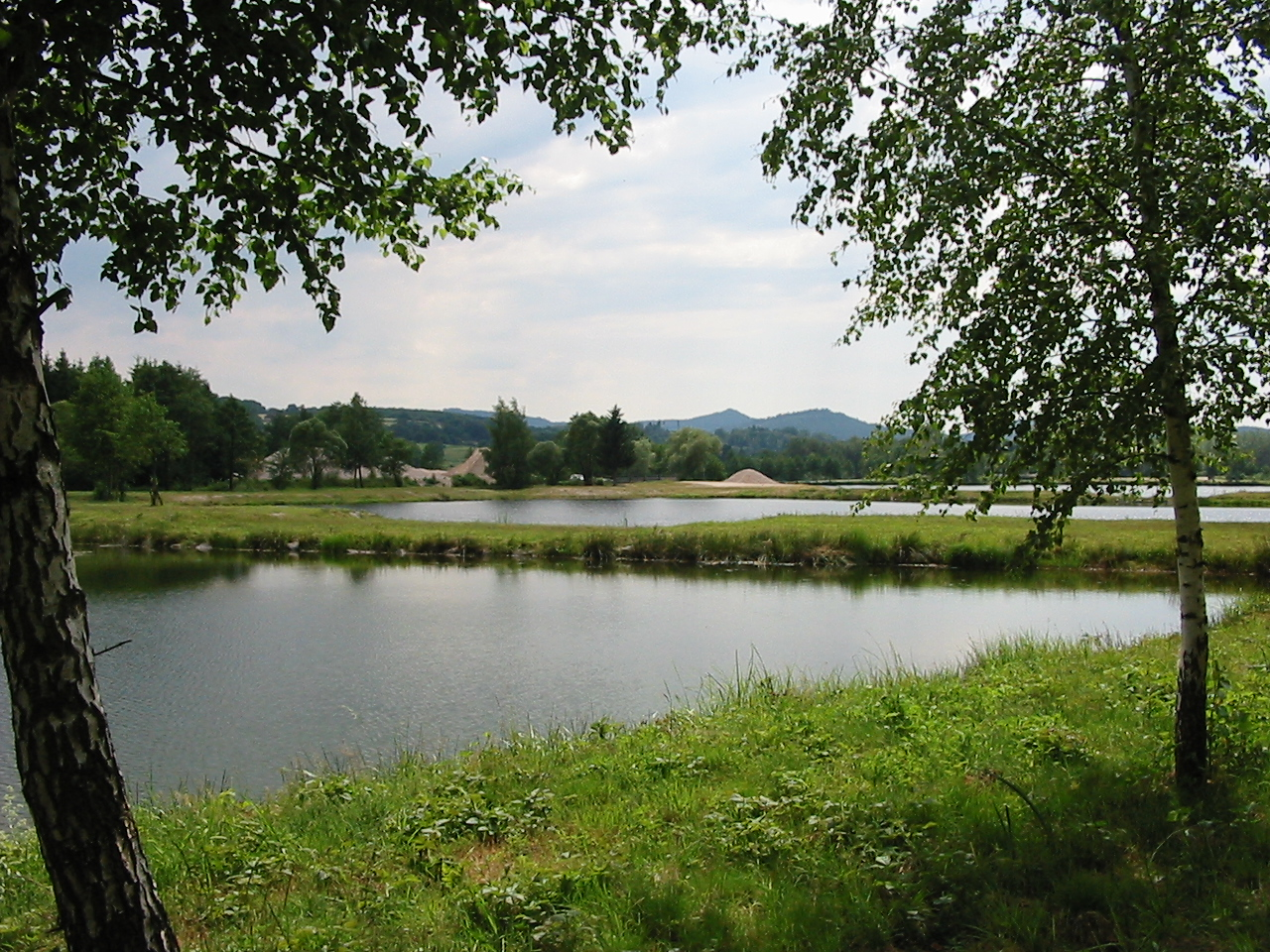
Plans d'eau et sablières.

- L'église Sainte-Menne a été consacrée par l'évêque de Toul le 17 août 1732.

L’an 1732, le 17 du mois d’août, Nous, Scipion-Jérôme Bégon, évêque, comte de Toul, prince du Saint-Empire, avons consacré l’église et le grand autel de ladite église de La Chapelle, annexe de Champs de notre diocèse, et y avons enfermé des reliques des Saints Martyrs Julienne, Fortunat et Gallican conjointement.
- L'église du hameau de Saint-Jacques fait l’objet d’une inscription sur l'inventaire supplémentaire des monuments historiques depuis le 6 juillet 1984[32],[33].

Maître-autel.
Autel roman.
Tour du clocher, peinture monumentale (fragment).
- Monument aux morts, monuments commémoratifs[37].
- Patrimoine architectural rural recensé par le service de l'Inventaire général du patrimoine culturel[38].

### Héraldique
| Blason | Blasonnement : De sinople, à la chapelle à dextre et à l'alérion à senestre d'argent ; au chef denté de cinq pièces d'or chargé d'une rose de gueules. Commentaires : La commune tire son origine de la chapelle dédiée à sainte Menne, bâtie au milieu du cimetière. Dans le blason, cette chapelle est accompagnée d'un alérion qui symbolise la Lorraine. La rose, arme parlante, représente le hameau de la Rosière. |

## Pour approfondir